# Luís Filipe Rocha
Luís Filipe Rocha (Lisboa, 16 de Novembro de 1947) é um cineasta português, na linha do Novo Cinema, que explora as técnicas do cinema directo.

## Biografia
Luís Filipe Rocha nasceu em 16 de Novembro de 1947, em Lisboa.
Aluno do Colégio Militar entre 1958 e 1964, é Licenciado em Direito pela Faculdade de Direito da Universidade de Lisboa (1971). Por volta de 1963 integra o Cénico de Direito e aí trabalha como actor, assistente de direcção, dramaturgo, tradutor e produtor. Exila-se no Brasil em 1973, trabalhando no teatro com Izaías Almada.
Luís Filipe Rocha iniciou em 1974 a sua actividade cinematográfica como assistente de realização e documentarista, sendo Barronhos - Quem Teve Medo do Poder Popular? (1976) o seu primeiro filme.

## Filmografia
| Ano  | Título                                      | Ref.        |
| ---- | ------------------------------------------- | ----------- |
| 1976 | Barronhos (Documentário)                    | [ 3 ]       |
| 1977 | A Fuga                                      | [ 1 ] [ 3 ] |
| 1981 | Cerromaior                                  | [ 3 ]       |
| 1984 | Sinais de Vida                              | [ 3 ]       |
| 1992 | Amor e Dedinhos de Pé                       | [ 3 ]       |
| 1995 | Sinais de Fogo                              | [ 3 ]       |
| 1996 | Adeus, Pai                                  | [ 3 ]       |
| 2001 | Camarate                                    | [ 3 ]       |
| 2003 | A Passagem da Noite                         | [ 3 ]       |
| 2005 | Até Amanhã, Camaradas (Argumento; Série TV) | [ 3 ]       |
| 2007 | A Outra Margem                              | [ 3 ]       |
| 2015 | Cinzento e Negro                            | [ 3 ]       |
| 2017 | Rosas de Ermera                             | [ 4 ]       |

## Prémios
- Em 2003, A Passagem da Noite, protagonizado por Leonor Seixas, conquistou o Prémio de Melhor Filme e Argumento no Festival de Olympia (Pírgos, Grécia).
- Em 2007 o filme A Outra Margem (2007) recebeu o Prémio Arco-Íris (2007) da Associação ILGA Portugal.[5]
- Por Até Amanhã Camaradas Luís Filipe Rocha recebeu o Prémio Autores (2014) de "Melhor Argumento", na área de "Cinema" da Sociedade Portuguesa de Autores (SPA).[6][7]
- Em 2017, o filme Cinzento e Negro foi nomeado na categoria de "Melhor Filme" na 22.ª edição dos Globos de Ouro, estando também nomeados pelo mesmo filme para Melhor Atriz Principal (Joana Bárcia e Mónica Calle) e para Melhor Ator Principal (Miguel Borges e Filipe Duarte).[8]
- Em 2017, Cinzento e Negro venceu em três categorias nos Prémios Sophia (2017) da Academia Portuguesa de Cinema: Melhor Ator Principal (Miguel Borges), Melhor Banda Sonora Original (Mário Laginha) e Melhor Argumento Original (Luís Filipe Rocha).[9] Ao todo reuniu 14 nomeações incluindo ainda para Melhor Filme, Melhor Atriz Principal (Joana Bárcia), Melhor Ator Principal (Miguel Borges e Filipe Duarte), Melhor Fotografia (André Szankowski), Melhor Atriz Secundária (Camila Amado), Melhor Direção Artística (Isabel Branco), Melhor Som (Carlos Alberto Lopes e Elsa Ferreira), Melhor Guarda Roupa (Isabel Branco), Melhor Maquilhagem e Cabelos (Sandra Pinto), Melhor Montagem (António Pérez Reina) e Melhor Realizador (Luís Filipe Rocha).[10]